# Jana Boušková
Jana Boušková (Kladno, 1954. május 8. –) cseh színésznő. Legfőképpen a Nők a pult mögött című csehszlovák sorozatból ismert.

## Élete
Diplomáját 1975-ben szerezte a Prágai Konzervatóriumban, és már tanulóként is a prágai Nemzeti Színházban játszott, majd 1975 szeptember óta állandó tagja lett a színháznak. Legfőképpen drámai darabokban játszott. A mai napig foglalkoztatott színész.
Első férje a Nemzeti Színház egyik tagja volt - Petr Svojtka, aki 1982 május 9-én tragikus balesetben halt meg. Közös gyermekük John. Második férje szintén színész Václav Vidrák, akivel jelenleg is él.

## Lásd még
- Nők a pult mögött
- Jiřina Švorcová
- Vladimír Menšík